# Jean-Jacques Lumumba
Pour les articles homonymes, voir Lumumba (homonymie).
Jean-Jacques Lumumba est un banquier et lanceur d'alerte congolais  né le 19 février 1986 à Kinshasa. En 2016, il accuse le groupe bancaire BGFIBank, son ancien employeur, d'avoir couvert des détournements de fonds publics de plusieurs dizaines de millions de dollars réalisés par l'entourage du président Joseph Kabila, au détriment notamment de la Commission électorale nationale indépendante (CENI).

## Biographie

### Famille et études
Jean-Jacques Lumumba est né le 19 février 1986 à Kinshasa,,. Côté maternel, il est le petit-neveu de Patrice Lumumba, ancien Premier ministre et principale figure de l'indépendance du Congo belge. Côté paternel, il est l'arrière-petit-neveu de Simon Kimbangu, fondateur de l'église kimbanguiste.
Il passe son enfance à Kinshasa au sein d'une famille qui, à cause du nom « Lumumba », est harcelée par les militaires de Mobutu et les miliciens de Laurent-Désiré Kabila (pillage des maisons familiales notamment), et est la cible de descentes de police.
Il est élève au Collège Boboto de La Gombe, puis étudie l'économie à Kinshasa avant d'entamer un MBA en France.

### BGFIBank
En 2012, Jean-Jacques Lumumba se met à travailler en tant que cadre au sein de BGFIBank RDC, filiale congolaise du groupe bancaire gabonais BGFIBank. En 2016, à tout juste 30 ans, il est promu directeur des engagements.
Cette filiale est alors très liée à l'entourage du président Joseph Kabila : Francis Selemani Mtwale, son directeur, est un ami intime de Kabila (parfois considéré comme son « frère adoptif »), et Gloria Mteyu, sœur cadette du président, en détient 40 % des parts. La banque héberge aussi les comptes de la Commission électorale nationale indépendante (CENI).
Témoin de transactions douteuses sur les comptes de certains clients, notamment d'entreprises contrôlées par des proches du président Kabila (dont la société minière Gécamines) et représentant plusieurs dizaines de millions de dollars, Jean-Jacques Lumumba se met à soupçonner des tentatives de blanchiment et de détournement de fonds. Il alerte alors le cabinet PwC, auditeur de la banque. En mai 2016, il s'oppose également à un prêt ainsi qu'à des décaissements accordés par BGFIBank RDC à la CENI, cette opération étant illégale du fait de la mise à l'index de la CENI par la banque centrale congolaise, car elle n'avait pas pu payer tous ses fournisseurs. Il alerte alors sa hiérarchie, mais le directeur général de la banque et son adjoint forcent l'opération. Cette prise de position marque, selon lui, « le début de [ses] problèmes ». Il est alors l'objet de pressions de la part de la direction, affirmant avoir été plusieurs fois menacé, notamment avec une arme à feu, par Francis Selemani Mtwale, directeur général de la banque,. Il se met alors en congé maladie, et part faire sa convalescence en Europe, où sa femme et ses enfants le rejoignent.

### Lanceur d'alerte
Afin de se protéger, Jean-Jacques Lumumba décide de démissionner et de dévoiler les pratiques de son ancien employeur à la presse. Il se rend alors auprès du journal belge Le Soir, auquel il remet les photocopies de plusieurs documents compromettants pour BGFIBank RDC, qu'il avait emportés avec lui. Le 29 octobre 2016, le quotidien belge publie un article intitulé « La corruption du régime Kabila vue de l’intérieur », qui fait connaître Jean-Jacques Lumumba aux yeux du public, et lui vaut d'être considéré comme un lanceur d'alerte. Il dévoile également ses informations auprès de médias anglo-saxons. Des mouvements citoyens congolais se mettent à appeler ses révélations les « Lumumba papers ».
Les détournements concernant la CENI sont particulièrement relevés, cette dernière ayant reçu 7,5 millions d’euros de prêts entre mai et septembre 2016, alors qu'elle se plaignait régulièrement de manquer de fonds pour assurer ses missions, ayant même dû reporter plusieurs fois l'élection présidentielle de 2016 faute de moyens pour recenser l'électorat, ce qui permit à Joseph Kabila de rester au pouvoir pendant 2 ans après l'expiration de son mandat,,.
En 2019, alors qu'il est réfugié en France avec sa famille, Jean-Jacques Lumumba décide d'assigner BGFIBank et sa filiale congolaise devant les juridictions françaises afin d'obtenir réparation de tous les préjudices qu'il dit avoir subis. Il dépose sa plainte aux côtés de celle de Guylain Luwere, un autre ancien employé ayant dénoncé les pratiques de la banque. Ils sont alors soutenus par la Plateforme de protection des lanceurs d'alerte en Afrique (PPLAAF). En décembre 2019, il se voit remettre l'International anti-corruption excellence award - ACE Awards 2019 (prix international de lutte anti-corruption des Nations unies) à Kigali,,.
Pendant son exil en France, Jean-Jacques Lumumba co-fonde et devient le président d'« UNIS », réseau panafricain de lutte contre la corruption, impliqué notamment dans le secteur minier,. En 2020, il participe également à la fondation du groupe d'activistes « Dynamique Congo 2060 », dont il devient le porte-parole,.
En novembre 2024, il met fin à son exil et revient à Kinshasa à l'occasion d'une conférence, afin de lutter contre la corruption et de défendre les lanceurs d'alerte,. 
En 2025, il est à la tête du collectif Restitution Afrique (RAF), regroupant 11 ONG d'Afrique de l'Ouest, lorsque celui-ci porte plainte contre l'industriel et milliardaire français Vincent Bolloré pour recel et blanchiment en lien avec ses activités en Afrique.